# Alexander Haas (Kaufmann)
Alexander Haas (* 3. April 1906 in Darmstadt; † 29. Mai 1980 ebenda) war ein Kaufmann.

## Leben
Alexander Haas wurde im April 1906 als Sohn des Kaufmanns Sigmund Haas (1864–1927) und seiner Ehefrau Henriette Haas geb. Leser (1869–1943) in Darmstadt geboren. Die jüdische Familie Haas war eine seit 1815 in Darmstadt ansässige Kaufmannsfamilie. Die Vorfahren hatten seit 1830 ein kleines Möbelhaus in der Darmstädter Altstadt, Kleine Ochsengasse Nr. 9. Wenige Monate nach seiner Geburt zogen die Eltern in das Haus Kleine Ochsengasse Nr. 5, da das Stammhaus dem Altstadt-Durchbruch zum Opfer fiel. Alexander Haas musste wegen der schweren Erkrankung seines Vaters frühzeitig das Realgymnasium verlassen und eine kaufmännische Ausbildung in einer Darmstädter Firma absolvieren. Seine Neigungen galten eigentlich der Literatur und der Musik. Er schrieb Novellen und Gedichte.
Nach dem Tod des Vaters übernahm er 1927 das elterliche Geschäft. Kurz nach der Machtergreifung der Nazis heiratete Haas die Christin Luise Baßler, die die Tochter von Gottfried Baßler (1877–1946), dem Geschäftsführer der AOK Darmstadt, einem aktiven SPD-Mitglied und Freund von Wilhelm Leuschner. Alexander Haas und seine Frau wurden persönlich angeprangert und das Geschäft wirtschaftlich ausgegrenzt und boykottiert. Trotz Übertragung des Geschäfts auf die Schwiegermutter, wurde das Möbelgeschäft weiterhin als „jüdisch“ angesehen. Alexander Haas und seiner Mutter war es verboten, das Geschäft zu betreten. Um die Werkstatt weiter betreiben zu können, machte die Ehefrau von Alexander Haas eine Schreinerlehre. In der sog. „Reichskristallnacht“ am 9. auf den 10. November 1938 wurde das Geschäft von einem SA-Trupp überfallen und völlig zerstört. Luise Haas wurde durch einen Axthieb am Rücken schwer verletzt. In der Folgezeit versuchte die Familie durch Heimarbeit und durch Botengänge von Alexander Haas den Lebensunterhalt zu sichern.
Am 4. Mai 1943 wurde Haas zusammen mit einer Reihe weiterer in sog. Mischehe lebenden Darmstädter Bürgern (z. B. Ernst Mayer, Eduard Wolfskehl) verhaftet und ins „Arbeitserziehungslager“ Frankfurt-Heddernheim deportiert. Am 2. August 1943 wurde er in das KZ Buchenwald verschleppt und als jüdischer politischer Häftling Nr. 2336 erfasst. Er wurde zeitweise bei den Wilhelm-Gustloff-Werken eingesetzt.
Haas musste an dem am 7. April 1945 beginnenden Todesmarsch nach Flossenbürg teilnehmen. Dem angekündigten Weitermarsch nach Dachau und der drohenden Erschießung konnte sich Haas entziehen, indem er den gelben Judenstern von seiner Häftlingskleidung abriss und in einem Trupp ausländischer Zwangsarbeiter untertauchte. Er wurde Ende April 1945 von der US-Armee befreit.
Haas kehrte im August 1945 nach Darmstadt zurück, wo er seinen ehemaligen Besitz in der Darmstädter Altstadt durch den Bombenangriff vom 11. September 1944 völlig zerstört vorfand. Er versuchte zunächst, das Möbelgeschäft wieder aufzubauen, gab jedoch sein Geschäft 1950 auf und wurde Geschäftsführer eines Sägewerkes in Ober-Modau.
Er war am Aufbau der Jüdischen Gemeinde in Darmstadt maßgeblich beteiligt. Er arbeitete auch im Vorstand des Landesverbandes der Jüdischen Gemeinden in Hessen mit. Im November 1954 war er zudem Mitbegründer der Gesellschaft für christlich-jüdische Zusammenarbeit in Darmstadt. Von Januar 1957 bis 1977 war er geschäftsführendes Mitglied und Motor dieser Gesellschaft. Darüber hinaus entfaltete er zahlreiche ehrenamtliche Tätigkeiten in seiner Heimatstadt.
Alexander Haas war ein leidenschaftlicher Sammler von Judaica. Seine über 4.000 Bücher hat er der Gesellschaft für Christlich-Jüdische Zusammenarbeit in Darmstadt vermacht. Diese bildete den Grundstock der Alexander-Haas-Bibliothek, die seit 1980 der Öffentlichkeit zugänglich ist.
Alexander Haas ist am 29. Mai 1980 im Alter von 74 Jahren in Darmstadt verstorben. Er wurde auf dem Jüdischen Friedhof Darmstadt begraben. Er war seit dem 10. Juni 1933 mit Luise Bäßler verheiratet. Aus der Verbindung sind die Töchter Ursula (geb. 1937) verh. Dörflein, Paula (geb. 1942) verh. Walz und Angelika (geb. 1947) hervorgegangen.

## Ehrungen
- Träger des Bundesverdienstkreuzes
- Bronzene Verdienstplakette der Stadt Darmstadt
- Ben-Gurion-Medaille in Gold des Staates Israel
- Ehrenbürger der Stadt Michelstadt